# Leonard Ornstein (journalist)
Leonard Salomon Ornstein (Amsterdam, 21 augustus 1955) is een Nederlands journalist, die bekendheid verwierf als politiek redacteur van Vrij Nederland en het televisieprogramma Netwerk waarvoor hij onder meer de Russische president Vladimir Poetin interviewde.

## Biografie
Leonard Salomon Ornstein - kleinzoon van de fysicus Leonard Ornstein (1880-1941) - groeide op in Amsterdam waar hij de 1e Montessorischool bezocht. Na de middelbare school in Haarlem en Velsen studeerde hij sociologie aan de Universiteit van Utrecht (1982, doctoraal). Zijn jongere broer is de journalist Karel Ornstein.

## Werk
In 1982 was hij een van de eerste journalisten die in Nederland het voetbalvandalisme van binnenuit beschreef in een kleurenbijlage van het weekblad Vrij Nederland over de supporters van FC Utrecht, de zogenaamde Bunnikside.
In 1984 werd Ornstein economisch redacteur bij Het Parool, daar bleef hij tot 1989, het jaar waarin hij overstapte naar het weekblad Vrij Nederland. Jarenlang werkte hij als politiek redacteur nauw samen met Max van Weezel op het Haagse Binnenhof. Samen schreven ze een aantal boeken. Sinds september 2006 is Ornstein politiek redacteur van het televisieprogramma Buitenhof. In 2007 stelde hij samen met Lo Breemer de bundel Paleis Europa samen. Aan dit boek, waarin grote denkers hun denkbeelden over de toekomst van Europa schetsen, werkten koningin Beatrix (voorwoord) en Geert Mak (inleiding) mee.
In december 2007 werd bekend dat Leonard Ornstein aan een biografie over Pim Fortuyn werkt. Het is de bedoeling dat deze biografie resulteert in een dissertatie. Hoogleraar vaderlandse geschiedenis aan de Universiteit Leiden prof. dr. Henk te Velde is zijn promotor. In april 2012 verscheen het eerste deel van de biografie over Fortuyn.
Ornstein werkte eerder voor de VPRO-televisie (onder meer Belevenissen en Drummer), VPRO-radio (Het Gebouw) en het NOS Radio 1 Journaal. Sinds 1999 was hij medewerker van het journalistenforum (TROS) van Mieke van der Weij en sinds 2002 van het radiojournalistenpanel bij de (AVRO) onder leiding van Marjolijn Uitzinger (gestopt medio 2006). Voor de AVRO-televisie maakte hij in 2005 de korte documentaire Het Andere Huis van Anne Frank, over het oorspronkelijke woonhuis van Anne Frank aan het Amsterdamse Merwedeplein.
Ornstein staat ook bekend als presentator van (publieks)debatten voor onder meer Amnesty International, het John Adams Institute en Maison Descartes.
Ornstein is bestuurslid van de Frans-Nederlandse Samenwerkingsraad en helpt uitwisselingen organiseren tussen journalisten uit Nederland en Frankrijk. Hij is gastdocent over de relatie media en krijgsmacht bij het Instituut Defensie Leergangen op Clingendael.

## Interviews
Behalve met Poetin maakte Ornstein ook met andere persoonlijkheden interviews, onder wie Hamid Karzai, Madeleine Albright, Kofi Annan (in Nova) voerde hij televisiegesprekken. Hij interviewde voor Vrij Nederland verscheidene Nobelprijswinnaars als bisschop Desmond Tutu, de katholieke Ierse vredesactivist John Hume en de Israëliër Shimon Peres. 

## Prijs
In 1995 ontvingen Ornstein en Max van Weezel de Anne Vondelingprijs voor politieke journalistiek.

## Boeken
- De verloren erfenis: het slinkend vertrouwen in de sociaal-democratie (1992), samen met Max van Weezel
- Stemmen in stromenland: de verkiezingen van 1998 nader bekeken (1998), samen met Peter Kramer en Tom van der Maas
- Frits Bolkestein, portret van een liberale vrijbuiter (1999), samen met Max van Weezel
- Op Heilige Grond: achter de schermen van het vredesproces in het Midden-Oosten (2001), samen met Max van Weezel
- Paleis Europa: grote denkers over Europa (2007), onder redactie van Leonard Ornstein en Lo Breemer
- De jonge Fortuyn (2012) (eerste deel van de biografie)

- Gemeinsame Normdatei: 1024749320
- International Standard Name Identifier: 0000 0000 4134 402X
- Library of Congress Control Number: n92077308
- Nederlandse Thesaurus van Auteursnamen: 091000122
- Virtual International Authority File: 48425320
- WorldCat: E39PBJvCPJGJFCFQtqGMwRjV4q